# کاکایی بناپارت
کاکایی بناپارت (نام علمی: Chroicocephalus philadelphia) نام یک گونه از سرده مرغ‌های نوروزی رنگین‌سر است.